# كير ستارمر
 كير ستارمر (مواليد 2 سبتمبر 1962) سياسي ومحامي بريطاني، يشغل منصب رئيس وزراء المملكة المتحدة منذ 5 يوليو 2024، وهو زعيم حزب العمال البريطاني منذ أبريل 2020. عضو مجلس النواب عن هولبورن وسانت بانكراس منذ عام 2015. عمل متحدثًا لحزب العمال البريطاني لشؤون بريكست، وهو وزير الظل للخروج من الاتحاد الأوروبي. عمل في السابق مدير النيابات العامة، ورئيس النيابة العامة الملكية (CPS) للفترة من عام 2008 إلى عام 2013، على الرغم من أنه لم يُحاكِم خلال حياته المهنية في نقابة المحامين، حيث كان يعمل بشكل حصري كمحامي دفاع متخصص في قضايا حقوق الإنسان. يُعرّف أيديولوجياً بأنه تقدمي ووسطي.
عُين محاميًا للملكة في عام 2002، ونال وسام القائد الفارس ووسام الحمام التكريمي (KCB) في جوائز العام الجديد 2014. أدى اليمين الدستورية كعضو في مجلس الملكة الخاص في 19 يوليو 2017. أعلن حزب العمل في ديسمبر 2013 أن ستارمر سيقود تحقيقًا في تغيير القانون لتوفير مزيد من الحماية للضحايا في حالات الاغتصاب وإساءة معاملة الأطفال. كان نشطًا سياسيًا منذ سن مبكرة وانضم إلى حزب العمال الاشتراكي في سن السادسة عشرة. وتخرج بدرجة بكالوريوس في القانون من جامعة ليدز في عام 1985 وحصل على بكالوريوس الدراسات العليا في القانون المدني في قاعة سانت إدموند في جامعة أكسفورد عام 1986. بعد استدعائه إلى نقابة المحامين، مارس ستارمر في الغالب أعمال الدفاع الجنائي، وتخصص في حقوق الإنسان. شغل منصب مستشار حقوق الإنسان في مجلس الشرطة في أيرلندا الشمالية. تعامل خلال فترة عمله مدير للنيابة العامة مع عدد من القضايا الكبرى بما في ذلك قضية مقتل ستيفن لورانس.
انتخب لعضوية مجلس العموم في الانتخابات العامة لعام 2015. بصفته نائبًا، دعم حملة بريطانيا الأقوى في أوروبا الفاشلة في استفتاء عضوية الاتحاد الأوروبي عام 2016. عينه جيرمي كوربين بمنصب وزير الظل للهجرة لكنه استقال من هذا المنصب في يونيو 2016 كجزء من استقالة حكومة الظل الأوسع احتجاجًا على قيادة كوربين. باعتباره وزير دولة الظل لشؤون الخروج من الاتحاد الأوروبي، دعا ستارمر إلى إجراء استفتاء ثانٍ لمقترح خروج بريطانيا من الاتحاد الأوروبي. بعد استقالة كوربين بعد هزيمة حزب العمال في الانتخابات العامة 2019، خلفه ستارمر في زعامة الحزب بفوزه في انتخابات القيادة لعام 2020 على منصة يسارية.
بصفته زعيمًا لحزب العمال، أعاد ستارمر تموضع الحزب بعيدًا عن اليسار ونحو الوسط السياسي. وقد أكد على أهمية القضاء على معاداة السامية داخل الحزب، وهي قضية مثيرة للجدل خلال قيادة كوربين. وقد أشاد به أنصاره لإصلاحاته المعادية للسامية ولمساعدته في تحسين مصداقية حزب العمال لدى الناخبين في أعقاب القيادة السابقة، بينما اتهمه منتقدوه بمعاملة أعضاء حزب العمال اليساريين بشكل غير عادل. في عام 2023، حدد ستارمر خمس مهام لحكومة حزب العمال، تستهدف قضايا مثل النمو الاقتصادي والصحة والطاقة النظيفة والجريمة والتعليم. منذ أواخر عام 2021، حافظ حزب العمال على تقدمه في استطلاعات الرأي على حزب المحافظين الحاكم، غالبًا بفارق كبير جدًا، وحقق مكاسب كبيرة في الانتخابات المحلية لعامي 2023 و2024. قاد حزبه في الانتخابات العامة لعام 2024، والتي ركزت على تغيير الحكومة.

## بداية حياته
ولد كير في ساوثوورك، وكان الثاني لأربعة أطفال من جوزفين وكانت تعمل ممرضة، ورود ستارمر، وهو صانع أدوات. سُمي على اسم مؤسس حزب العمل كير هاردي. اجتاز امتحان 11 بلس وحصل على دخول إلى مدرسة ريجيت لقواعد اللغة. درس الحقوق في جامعة ليدز وتخرج بدرجة البكالوريوس في القانون من الدرجة الأولى عام 1985. ثم أجرى دراسات عليا في سانت إدموند هول، وتخرّج من جامعة أكسفورد بدرجة البكالوريوس في القانون المدني في عام 1986.

## مهنة قانونية
أصبح ستارمر محامياً في عام 1987، وقد نصح هيلين ستيل وديفيد موريس دعمه في قضية تشهير بماكدونالدز والتي رُفعت إلى المحكمة في عام 1997. في مقابلة له وقال «هناك فريق قانوني جيد للغاية يعمل لصالح ماكدونالدز بنفقة باهظة، وكان على ديف وهيلين أن يتصرفا معي كنوع من الدعم المجاني كلما كان ذلك ممكنا». تمت مقابلته ليتحدث عن قضية ماكليبل، وهو الفيلم الوثائقي الذي أخرجه فراني أرمسترونج وكين لواتش، وقد عُين مستشارًا للملكة في عام 2002، وكان رئيسًا مشتركًا لدائرته (غرفة شارع دوغتي).
كان مستشارًا في مجال حقوق الإنسان لمجلس الشرطة في آيرلندا الشمالية ورابطة كبار ضباط الشرطة، وهو عضو في الفريق الاستشاري المعني بعقوبة الإعدام التابع لوزير الخارجية. وفي عام 2007، نال لقب «مراقب الجودة لهذا العام».

### مدير النيابات العامة
في 25 يوليو 2008، عَيّن النائب العام، باتريشيا إسكوتلندا، ستارمر الرئيس التالي للنيابة العامة الملكية، وتولى منصبه من السير كين ماكدونالد في 1 نوفمبر 2008. ورحب ماكدونالد محام الدفاع السابق (وهو الآن اللورد ماكدونالد من نهر جلافن)، بالتعيين. وأثناء وجوده في منصبه، اعتبر مؤيدا لحزب العمال.
في 22 يوليو 2010، أعلن ستارمر عن قرار مثير للجدل بعدم مقاضاة ضابط الشرطة سيمون هاروود فيما يتعلق بوفاة إيان توملينسون، مما أدى ذلك اتهامات من عائلة توملينسون بتستر الشرطة.
في 3 فبراير 2012، أعلن ستارمر أن وزير الدولة لشؤون الطاقة وتغير المناخ، كريس هوهن عضو البرلمان وزوجته السابقة، فيكي برايس سيحاكمون بتهمة إعاقة سير العدالة. وقد أصبح هوهن أول وزير في تاريخ بريطانيا يُجبر على الاستقالة نتيجة للإجراءات الجنائية. وكان ستارمر قد صرح سابقا فيما يتعلق بالقضية بأنه «توجد هنا أدلة كافية، ونحن لا نخجل من مقاضاة السياسيين».
غادر منصبه في 1 نوفمبر 2013 وحل محله أليسون سوندرز.

## الحياة السياسية
في 13 ديسمبر 2014، اختير ستارمر كمرشح برلماني محتمل لحزب العمل عن دائرة هولبورن وسانت بانكراس، عقب قرار عضو البرلمان فرانك دوبسون التنحي عن المنصب. كما اُنتخب كير في الانتخابات العامة لعام 2015.
عين جيريمي كوربين ستارمر كوزير الظل في وزارة الداخلية في 18 سبتمبر 2015.، وكان مسؤولًا في هذا الدور عن الرد على مشروع قانون سلطان التحقيق أو «ميثاق سنوبرز» الذي امتنع العمال عن التصويت عليه. استقال من منصبه كوزير للظل في 27 يونيو 2016، ودعم في وقت لاحق أوين سميث في انتخابات رئاسة حزب العمل (المملكة المتحدة) للعام 2016.

## الحياة الشخصية
تزوج ستارمر من المحامية فيكتوريا ألكسندر في عام 2007، ولديه ابن وابنة.
حصل على لقب فارس في عام 2014 عن «خدمات القانون والعدالة الجنائية» وبذلك يحق له أن يعرف باسم «السير كير ستارمر»، إلا أنه لا يستخدم اللقب، وقال لهام أند هاي، وهي صحيفة محلية في دائرته الانتخابية «لم تعجبني أبدا الألقاب» قائلًا «عندما كنت مدير مكتب المدعي العام، الجميع كان يناديني بالمدير، إلا أنني أطلب منهم أن يستخدموا اسمي كير ستارمر».

## شهادات فخرية
| تاريخ          | مدرسة               | الدرجة العلمية   |
| -------------- | ------------------- | ---------------- |
| 21 يوليو 2011  | جامعة إسكس          | دكتوراه          |
| 2012           | جامعة ليدز          | دكتور في القانون |
| 19 نوفمبر 2013 | جامعة شرق لندن      | دكتوراه          |
| 19 ديسمبر 2013 | مدرسة لندن للاقتصاد | دكتور في القانون |
| 14 يوليو 2014  | جامعة ريدينج        | دكتور في القانون |
| 18 نوفمبر 2014 | جامعة ورسستر        | دكتوراه          |

## روابط خارجية
- الموقع الرسمي
- المساهمات في البرلمان في Hansard 2010 حتى الآن
- سجل التصويت في السوط العام  [لغات أخرى]‏
- سجل في البرلمان في هم يعملون من أجلك  [لغات أخرى]‏
- CPS نسخة محفوظة 14 ديسمبر 2017 على موقع واي باك مشين.